# 2-й Хвостов переулок
2-й Хвосто́в переу́лок — улица в центре Москвы на Якиманке между Малой Полянкой и Большой Якиманкой.

## История
1-й и 2-й Хвостовы переулки находятся на земле, которой в XIV веке владел московский боярин, тысяцкий Алексей Петрович Хвост, убитый в 1356 году; от него Хвостовы. На этом землевладении находились 1-й и 2-й Петропавловские переулки, названные по церкви святых апостолов Петра и Павла, воздвигнутой в 1644 году. 2-й Петропавловский переулок некоторое время назывался также Кисельным по фамилии домовладельца XVIII веке купца Кисельникова. В 1922 году переулки получили названия 1-й и 2-й Хвостовы.

## Описание
2-й Хвостов переулок проходит от Малой Полянки на запад параллельно 1-му Хвостову переулку до Большой Якиманки.

## Здания и сооружения
По нечётной стороне:
По чётной стороне:
- № 12 — Сапр-Нефтехим.